# Spiknutí
Spiknutí či konspirace je tajné spolčení, obvykle s politickým či ekonomickým cílem. Tento cíl zpravidla bývá nezákonný, nemusí však být v očích spiklenců neboli konspirátorů (účastníků spiknutí) nutně nemorální, např. pokud je cílem spiknutí odstranit nelegitimní vládu. Za spiknutí se nepovažují tajné organizace působící pod oficiální záštitou státu, například rozvědka.
Konspirační teorie neboli teorie spiknutí je název pro takový výklad historické události, který překvapivou událost vysvětluje tím, že byla způsobena nebo řízena skupinou spiklenců nebo obecně skrytých sil. Nejde však o výklad, který zahrnuje doloženou roli prokazatelně existujících spiknutí, jako byla třeba Maffie při vzniku československého státu v roce 1918. Příkladem konspiračních teorií může být pamflet Protokoly sionských mudrců, létající talíře, Židozednářství, nebo dezinformace o pandemii covidu-19. Další teorie naleznete v článku Seznam konspiračních teorií.
České právo pro popis spiknutí se zločinnými cíli používá termín organizovaná zločinecká skupina, v trestním zákoníku č. 40/2009 Sb. je upraveno v § 361 až § 363.